# Fundación Tim Bergling
La Fundación Tim Bergling (en inglés: Tim Bergling Foundation) es una fundación creada por la familia del disc jockey sueco Avicii, para «honrar su memoria y continuar con su legado».
El 20 de abril de 2018, Avicii se suicidó luego de sufrir problemas de salud mental.
La fundación se creó originalmente para concienciar sobre la salud mental y la prevención del suicidio, y evitar que otras familias sufran sucesos similares; sin embargo, más tarde se amplió para trabajar en el cambio climático, la protección de especies en peligro de extinción, la gestión empresarial y la conservación de la naturaleza.

## Historia
La familia de Avicii anunció la Fundación Tim Bergling el 26 de marzo de 2019. Siguiendo la inspiración de la filantropía de Avicii, incluida House for Hunger, la familia de Tim Bergling declaró en un comunicado de prensa:

"Tim quería hacer una diferencia. Comenzar una fundación en su nombre es nuestra manera de honrar su memoria y continuar actuando en su espíritu."

Un álbum póstumo de Avicii titulado TIM fue anunciado para ser lanzado el 6 de junio de 2019 con todas las ganancias destinadas a la fundación. Avicii había estado trabajando en el álbum antes de su muerte y se reclutaron colaboradores como Chris Martin, Tom Petty e Imagine Dragons para terminar el trabajo. Además, una biografía oficial escrita por Måns Mosesson se publicará en 2020 y todos los ingresos también se destinarán a la fundación.
Durante la International Music Summit de 2019, el padre de Tim, Klas Bergling, habló sobre la importancia de reconocer y tratar los primeros signos de deterioro de la salud mental, la ansiedad y la depresión de los artistas intérpretes y de quienes trabajan en la industria musical, y esbozó los factores que pueden contribuir a tales condiciones. También expuso el trabajo que la fundación desea realizar para ayudar a combatir estos problemas.

### Concierto tributo a Avicii
El 5 de diciembre de 2019, la fundación celebró el Avicii Tribute Concert for Mental Health Awareness, (Concierto Homenaje a Avicii para la concienciación sobre la salud mental en español) en el Friends Arena de Estocolmo. El concierto contó con David Guetta, Kygo, Dimitri Vegas & Like Mike, Nicky Romero y Laidback Luke como cabezas de evento, junto con varios vocalistas con los que Tim había trabajado, como Aloe Blacc, Sandro Cavazza, Rita Ora, Dan Tyminski, Adam Lambert, Vincent Pontare, Audra Mae y Salem Al Fakir, entre otros. Se contó con una orquesta de 30 músicos, con lo que se cumplió uno de los sueños de Tim: que su música estuviera en directo. Todos los beneficios se destinaron a la Fundación Tim Bergling. Tras el inicio de la venta de entradas para el concierto se agotaron en 30 minutos. Asistieron un total de 58 163 personas, un récord de asistencia para la Friends Arena.